# Promachus noninterponens
Promachus noninterponens là một loài ruồi trong họ Asilidae. Promachus noninterponens được Ricardo miêu tả năm 1920. Loài này phân bố ở miền Australasia.